# Vuitanta-vuit
El vuitanta-vuit o huitanta-huit és un nombre natural que segueix el vuitanta-set i precedeix el vuitanta-nou. S'escriu 88 o LXXXVIII segons el sistema de numeració emprat.

## En altres dominis
- És el nombre atòmic del radi.
- Designa l'any 88 i el 88 aC.
- És un nombre d'Erdős-Woods.[1]